# Nathan Ames
Nathan Ames (17 tháng 11 năm 1826 ở Roxbury, New Hampshire – 17 tháng 8 năm 1865 ở Saugus, Massachusetts) là một luật sư bằng sáng chế được coi là người nắm giữ bằng sáng chế đầu tiên ở Mỹ cho một loại máy giống như thang cuốn. Bằng sáng chế này (#25,076) được cấp vào ngày 9 tháng 8 năm 1859 cho một phát minh mà ông gọi là "Cầu thang xoay". Thang cuốn có những bậc thang gắn kèm theo tay vịn liên tiếp. Ông cũng đã cấp bằng sáng chế cho những cỗ máy được cải tiến giúp đánh bóng da trong suốt thời gian khi ngành công nghiệp đóng giày của Lynn là một trong những ngành công nghiệp nhất trên thế giới. Một trong những bằng sáng chế khác của ông là một cái máy đa ký, một loại máy sao chép sơ khai hoạt động bằng cách sử dụng bút kết nối bằng dây dẫn. Một bằng sáng chế mà ông nắm được trong tay là loại máy xay cải tiến.
Là một nhà văn và nhà thơ, Ames đã có tài liệu nghiên cứu công phu và tác phẩm Class Ode được xuất bản trong thời gian ông theo học tại Harvard. Cuốn sách của ông về thơ Pirate’s Glen and Dungeon Rock được xuất bản năm 1853. Những bài thơ này dựa trên truyền thuyết cướp biển địa phương Dungeon Rock.
Anh trai Joseph của ông là một họa sĩ vẽ chân dung Mỹ.
Ames được đào tạo tại Học viện Phillips tại Andover, và trường Harvard College.